# Paulinerkirche (Leipzig)

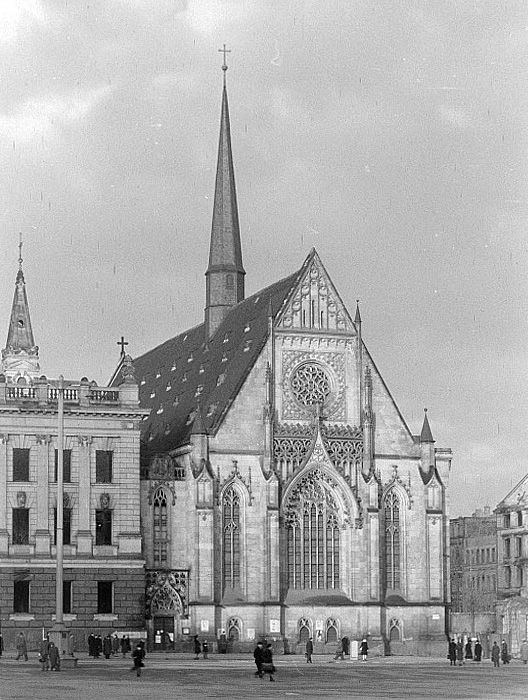
Paulinerkirche am Augustusplatz im Jahr 1948 (Ansicht von Osten).

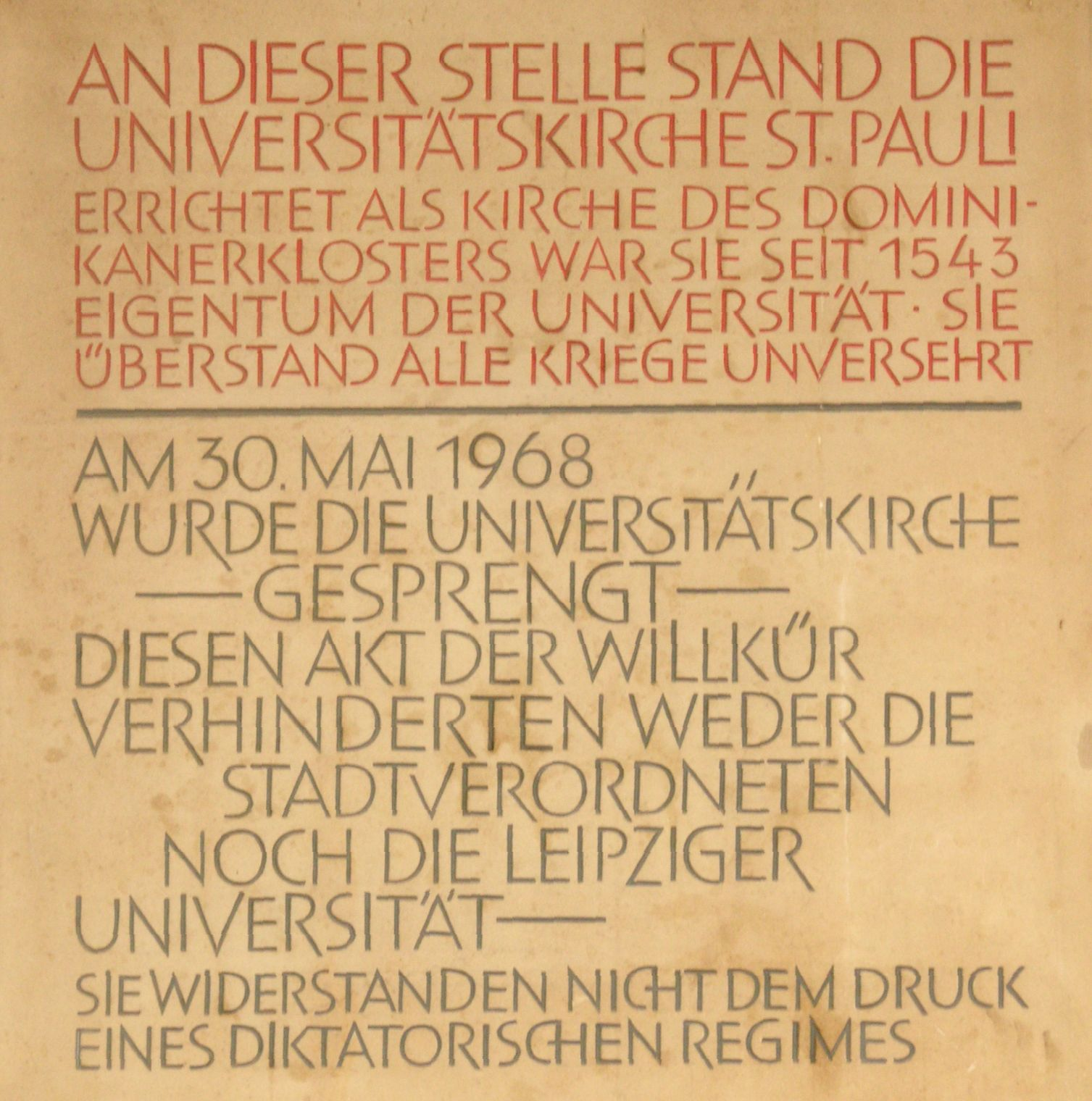
Gedenktafel am Gebäude der Universität

Die Paulinerkirche (eigentlich Universitätskirche St. Pauli, volkstümliche Bezeichnung „Unikirche“, „Paulinerkirche“ – nach den regional auch „Pauliner“ genannten Dominikanern; siehe auch Dominikanerkloster St. Pauli Leipzig) war eine evangelische Kirche in der Innenstadt von Leipzig am Augustusplatz. Das im Jahr 1240 geweihte Bauwerk war als Klosterkirche St. Pauli Gotteshaus eines Dominikanerklosters. Nach dessen Auflösung wurden 1543 alle seine Gebäude im Zuge der Säkularisation der Universität Leipzig übereignet.
Die Universitätskirche, die den Zweiten Weltkrieg überdauert hatte, wurde 1968 auf Betreiben der Universität und nach Beschluss der SED-geführten Stadtverwaltung gesprengt. An ihrer Stelle steht heute das Paulinum – Aula und Universitätskirche St. Pauli, ein Neubau, der in seiner Architektur Elemente der ehemaligen Kirche aufgreift.
Am 1. Advent 2017 weihte Landesbischof Carsten Rentzing die neue Universitätskirche St. Pauli mit einem Festgottesdienst. Am 18. August 2018 fand dort nach 50 Jahren Pause die erste kirchliche Trauung statt.

## Geschichte

### Klosterkirche der Dominikaner
Nach der Ansiedlung eines Dominikanerkonvents innerhalb der Leipziger Stadtmauer begann 1231 am Platz neben dem Grimmaischen Tor der Bau als Konventskirche. Die Weihe der Paulinerkirche erfolgte 1240.
Typisch für die Architektur der Bettelorden im 13. Jahrhundert war die Klosterkirche mit einschiffigem Chor und dreischiffigem Langhaus ausgeführt. 1393 erfolgte an der Nordseite der Anbau der von der Familie Pflugk gestifteten Marienkapelle. Ab Mitte des 15. Jahrhunderts folgten die Haugkwitzsche und Leimbachsche Kapelle (östlich der Pflugkschen) und die Thümmelsche Kapelle (westlich der Pflugkschen).

### Universitätskirche
Seit der Gründung der Universität Leipzig im Jahr 1409 ist die Geschichte der Paulinerkirche eng mit jener der Universität verbunden. Die Klosterkirche war jahrhundertelang ein bevorzugter Begräbnisort für Universitätsangehörige, deren Repräsentationsbedürfnis in künstlerisch anspruchsvollen Epitaphien zum Ausdruck kam. Zu den hier Bestatteten gehören der Jurist Johann Christoph Marci, dessen Schwiegersohn Stadtrichter Johann Caspar Pflaume, der Historiker und Philologe Christian Friedrich Franckenstein und der Jurist Benedikt Carpzov der Jüngere, dessen Epitaph 2011 als erstes vollständig restauriert wurde. Ein weiteres Epitaph, jenes des Mediziners Johannes Hoppe, war im Januar 2014 wiederhergestellt.
Die erste Orgel stammte aus dem 15. Jahrhundert und hatte nach einem Umbau im Jahr 1528 15 Register. Nach Ausbreitung der Reformation kam es 1539 zur Auflösung des Dominikanerkonvents: Das Kloster wurde säkularisiert und 1543 der Universität Leipzig übereignet. Im Zuge der Umgestaltung der Kirche zu einem evangelischen Gotteshaus wurden 1542/1543 Altäre abgerissen, der Lettner entfernt und alle Kapellen auf der Nordseite abgerissen, bis auf die Pflugksche, durch die der Zugang zur Kirche von der Grimmaischen Straße erfolgte.
1545 wurde die Paulinerkirche von Martin Luther als evangelische Universitätskirche geweiht. Der Kirchenraum diente seitdem sowohl als Gottesdienstraum als auch als Aula für akademische Festakte. 1617 wurde wieder eine Kapelle westlich der Pflugkschen errichtet, die Schwendendörffer Kapelle. Im 17. Jahrhundert gab es mehrere, erfolglose Instandsetzungsversuche der Orgel durch Angehörige der berühmten Orgelbauerfamilie Compenius.
1710 stellte Thomaskantor Johann Kuhnau, der auch für die Musik an der Paulinerkirche zuständig war, den talentierten jungen Orgelbauer Gottfried Silbermann der Universitätsleitung vor, um die defekte Orgel zu begutachten. Silbermann riet von einer Reparatur ab und präsentierte stattdessen einen Entwurf für ein neues Werk mit 44 Registern, darunter einigen französischen Stimmen, die hierzulande völlig unbekannt waren. Den Auftrag erhielt jedoch der sächsische Orgelbaumeister Johann Scheibe. Johann Sebastian Bach prüfte dessen Neubau 1717 und empfahl ihn wohlwollend zur Abnahme. Silbermanns Neffe Johann Andreas Silbermann stellte der Scheibe-Orgel schon 1741 ein negatives Zeugnis aus. Die Gestaltung des Prospekts der im Jahr 2000 eingeweihten Woehl-Orgel der Thomaskirche greift Elemente des Prospekts der Scheibe-Orgel der Paulinerkirche auf. Einige Werke von Bach, zum Beispiel BWV 226, wurden in der Paulinerkirche uraufgeführt.

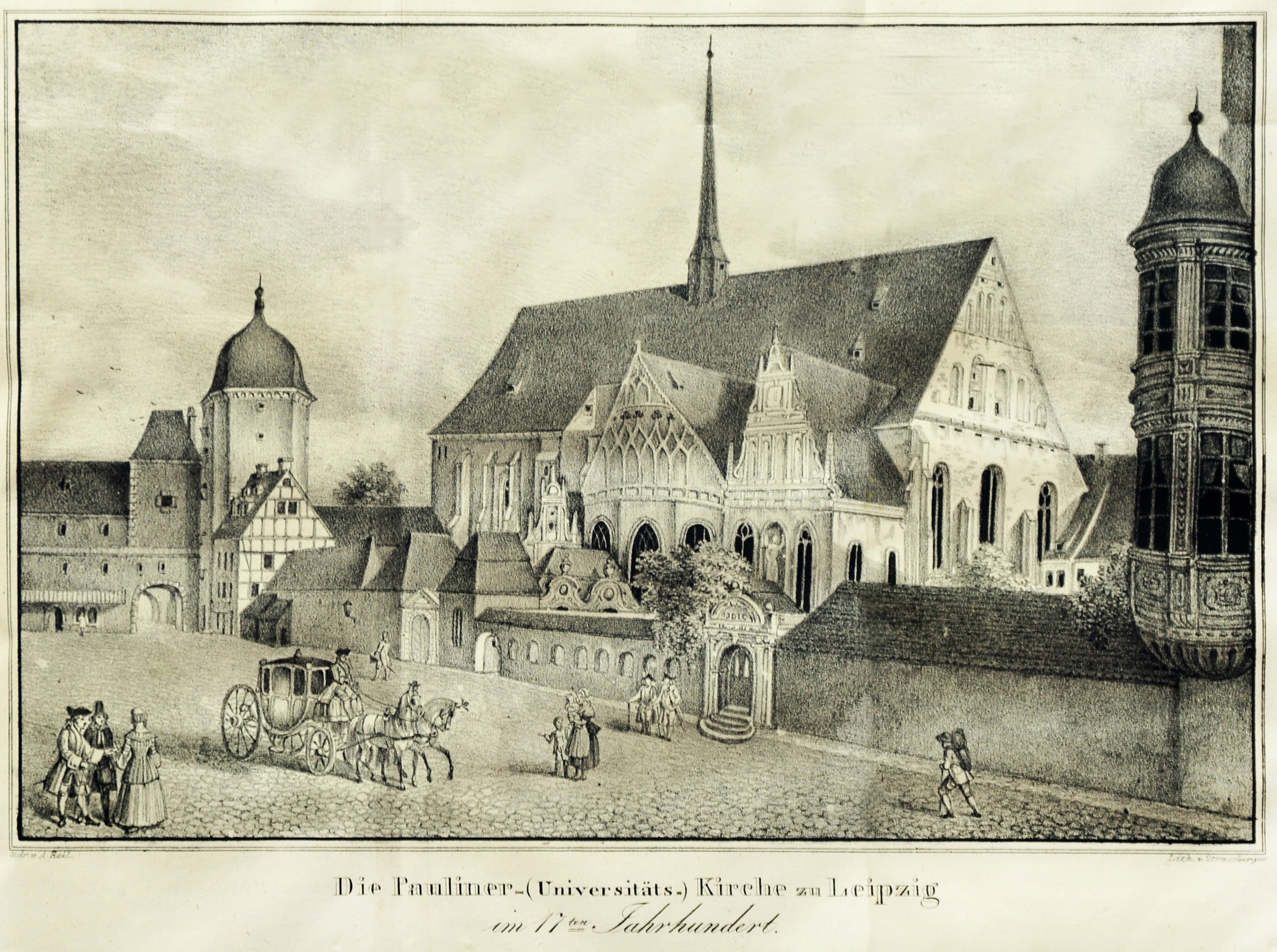
Im 17. Jahrh. von Nord, mit Pflugkscher (links) und Schwendendörffer Kapelle
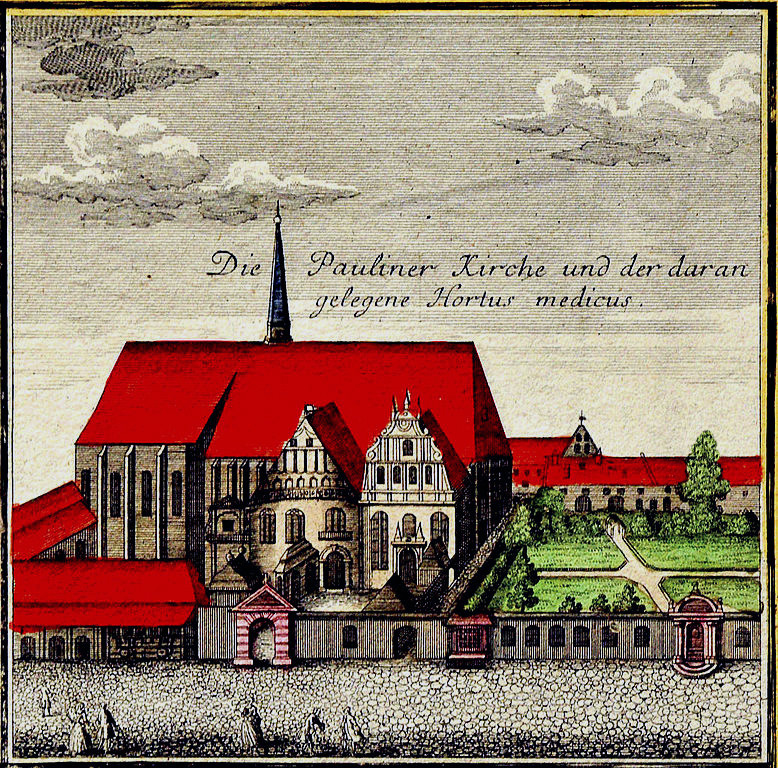
1749
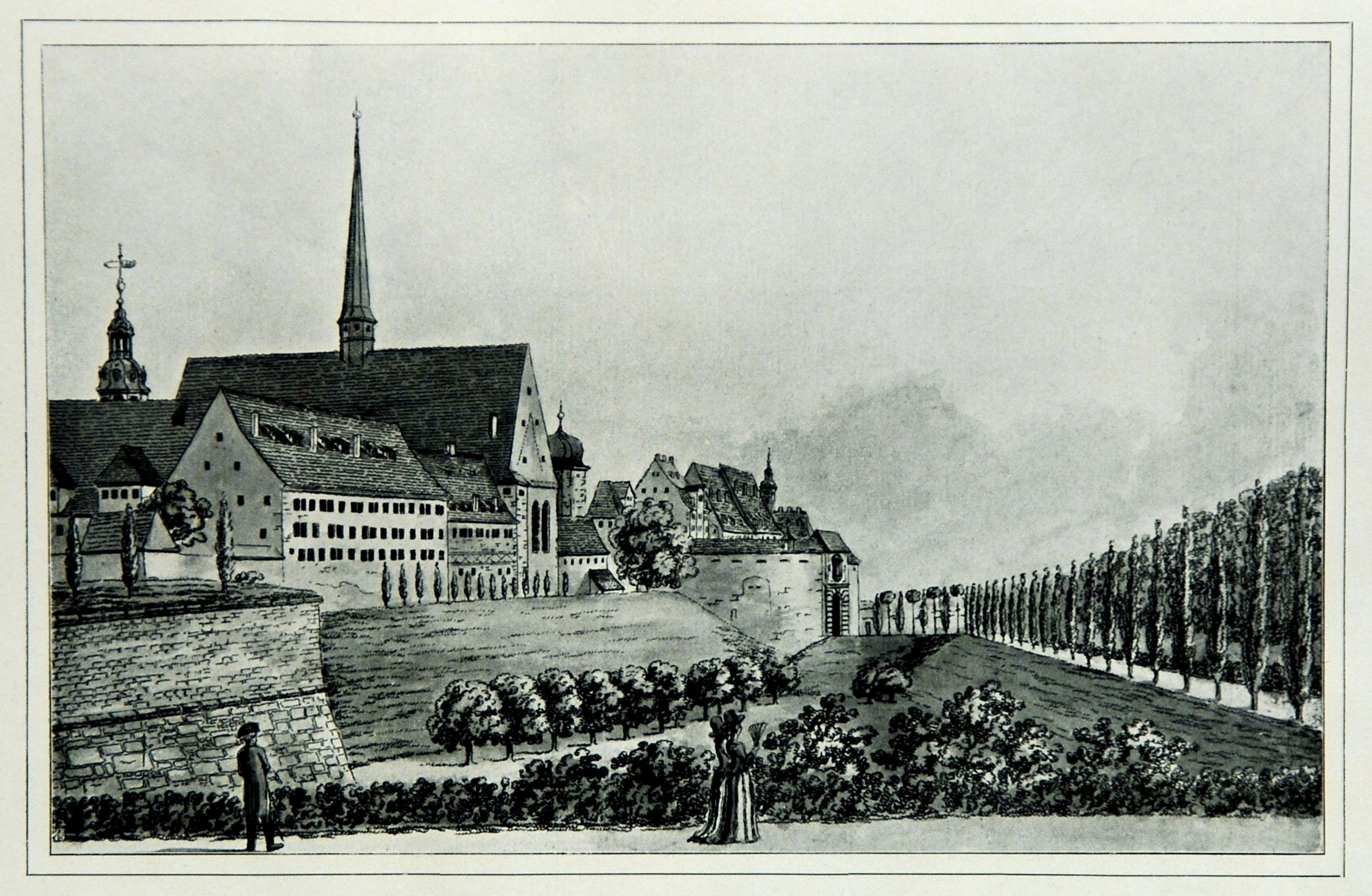
Universität („Paulinum“) und Paulinerkirche um 1800. Links hinten der Turm der Nikolaikirche.
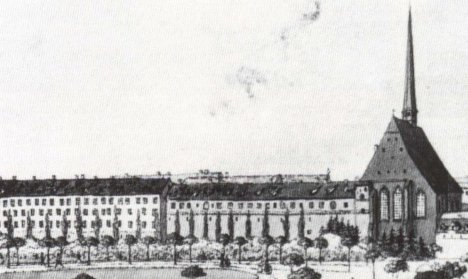
Ansicht von Osten vor 1830.
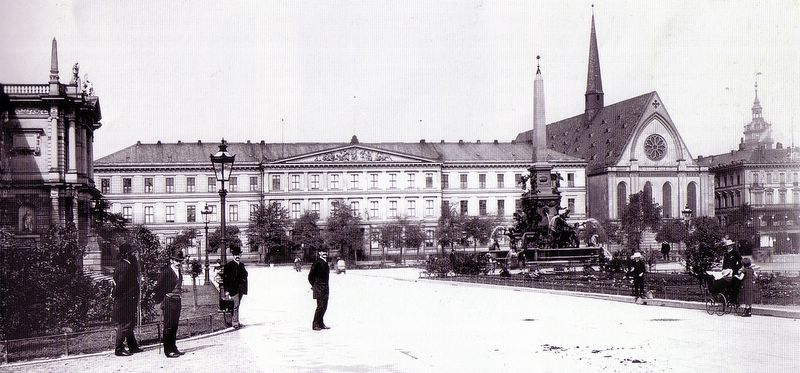
Ansicht um 1890, links der Kirche das Augusteum.
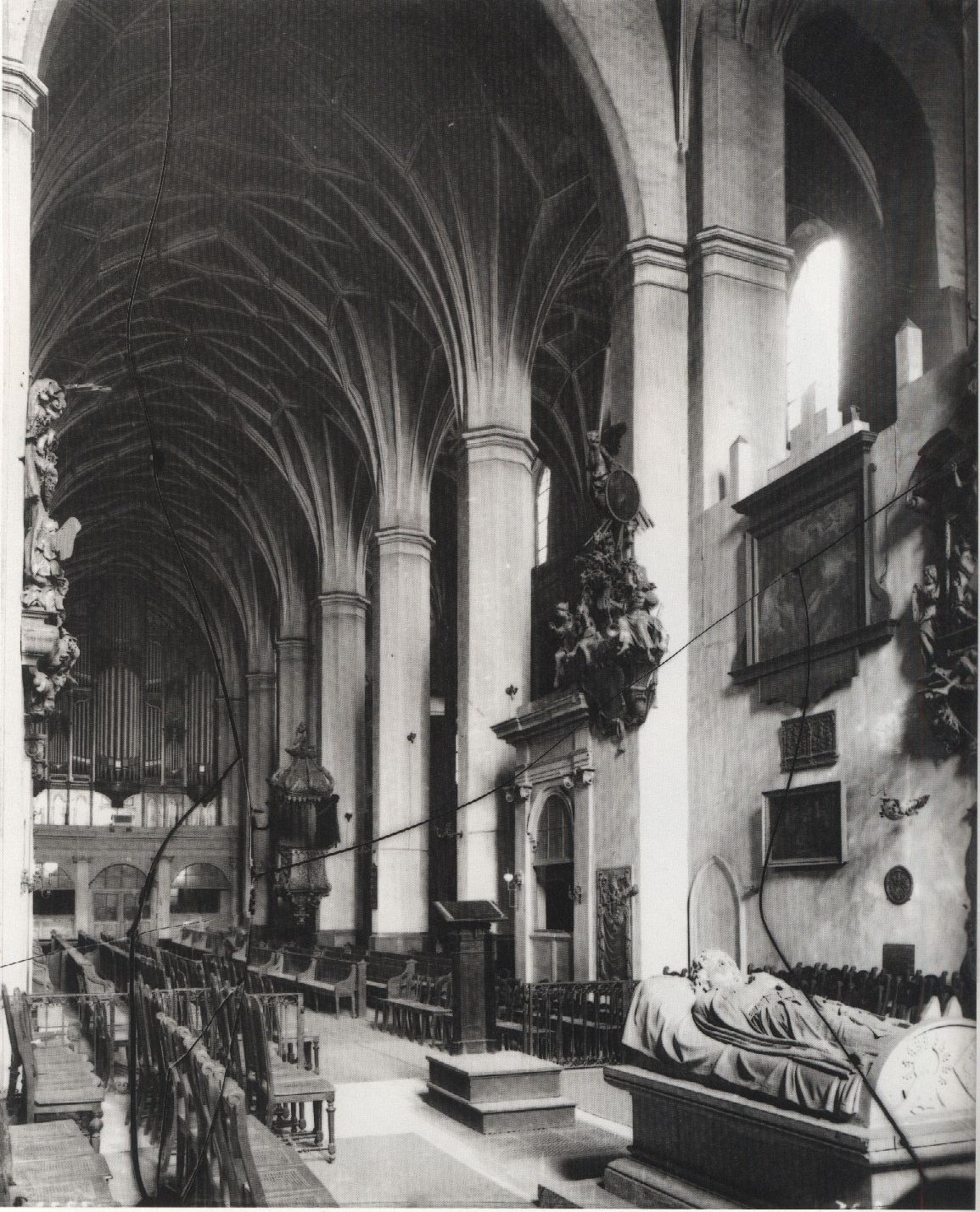
Innenansicht der Kirche um 1900.
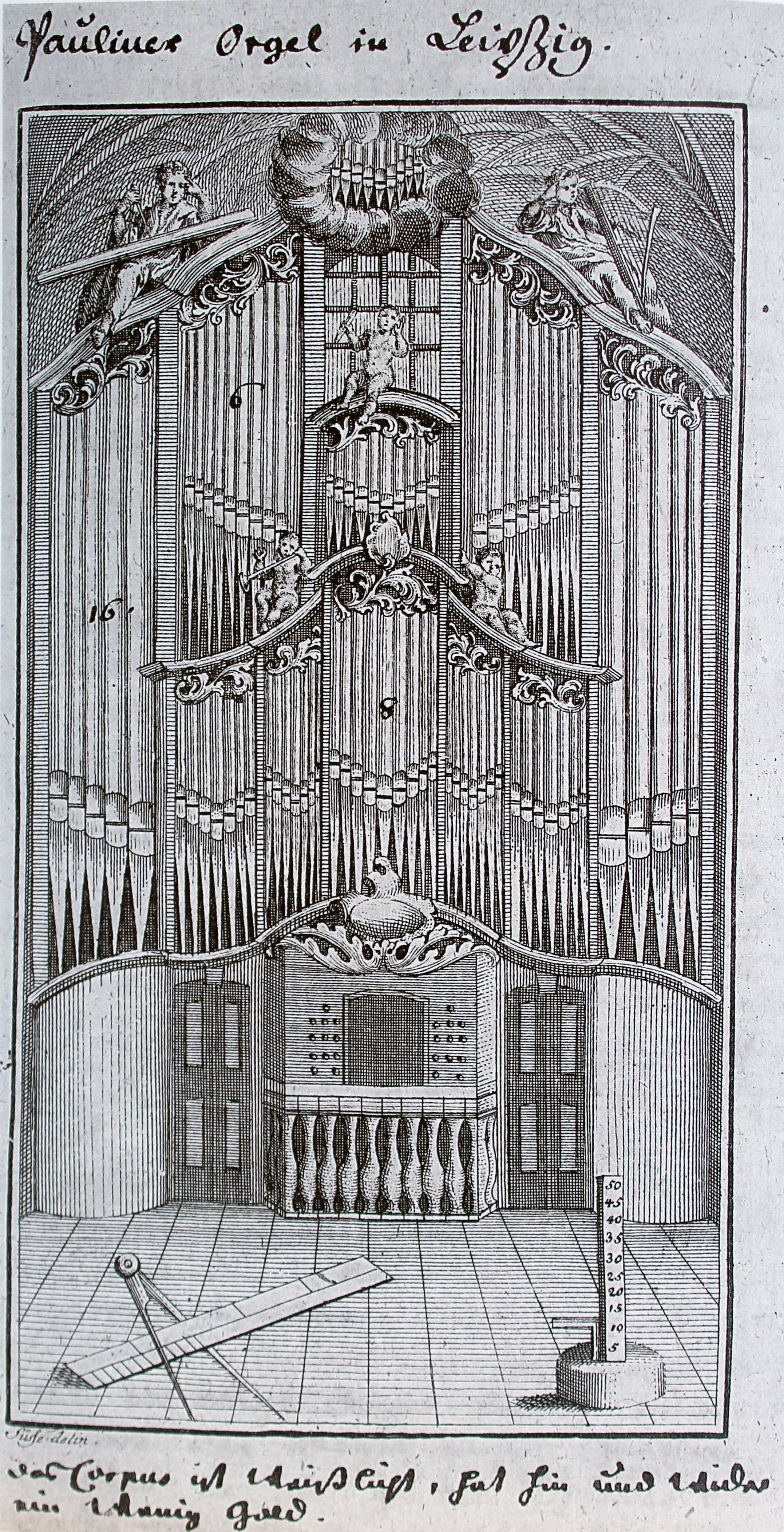
Scheibe-Orgel von 1717

### 19. Jahrhundert und 20. Jahrhundert bis zum Zweiten Weltkrieg

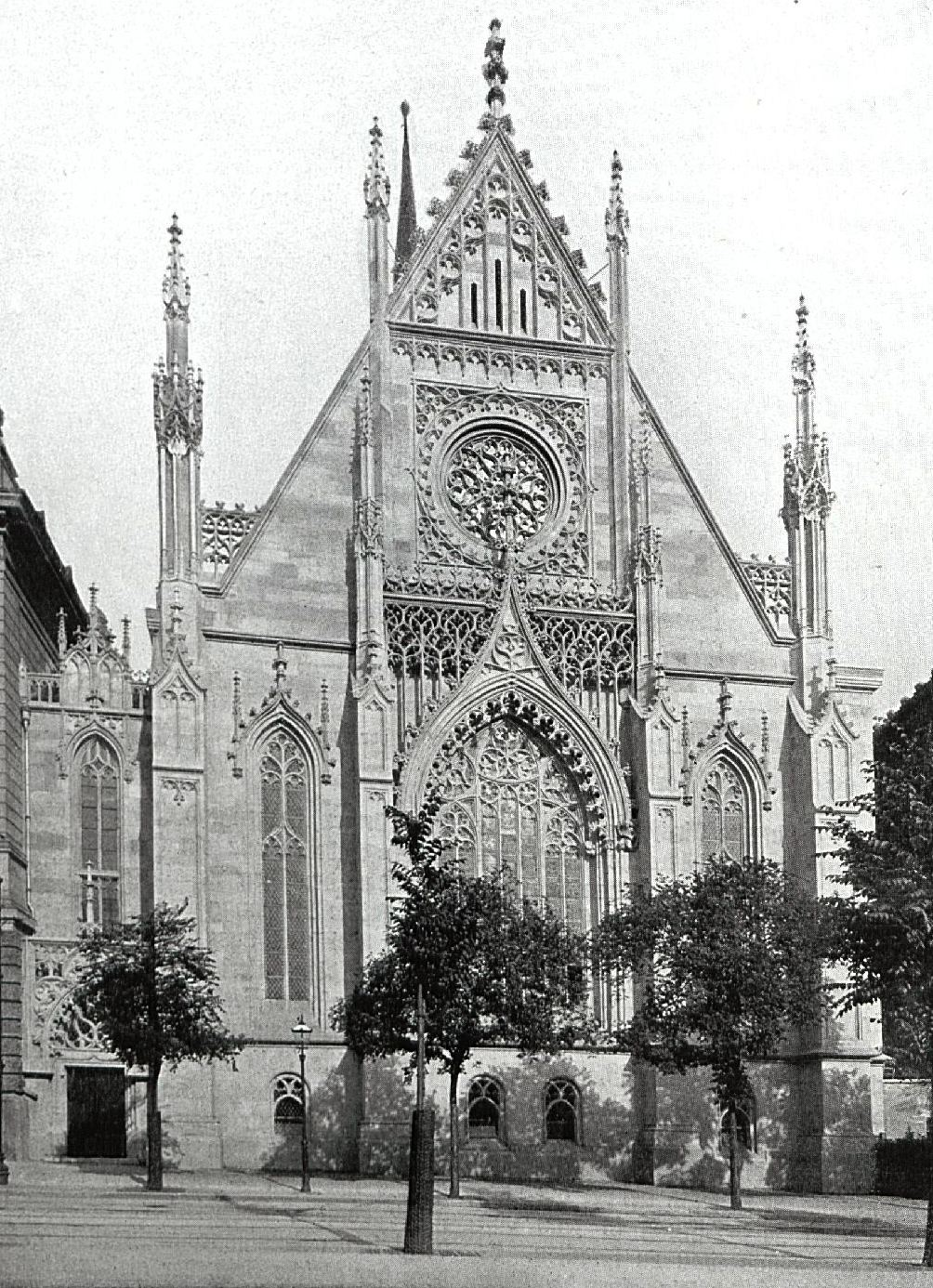
Paulinerkirche mit neogotischen Ergänzungen wie Rosette und Fialen, Ansicht 1904

Während der Völkerschlacht bei Leipzig 1813 diente die Kirche als Gefangenenlager und Lazarett. Nach 1785 erfolgte die Schleifung der Stadtbefestigung und der ehemals der Stadtmauer zugekehrte Kirchengiebel lag zum späteren Augustusplatz hin frei. Zur Errichtung des Augusteums durch Albert Geutebrück als neuem Hauptgebäude der Universität von 1831 bis 1836 wurden die an die Kirche im Süden angrenzenden ehemaligen Klostergebäude abgerissen, die bis dahin nahezu ohne Umbau durch die Universität genutzt worden waren. Die Schaufassade der Kirche zum Augustusplatz hin wurde 1836 der klassizistischen Fassade des Augusteums angepasst.
Felix Mendelssohn Bartholdy führte hier am 7. November 1836 Händels Oratorium Israel in Ägypten auf.
Um 1841 baute Johann Gottlob Mende eine neue Hauptorgel. 1844 erfolgte der Abbruch der Kapellen auf der Nordseite. Friedrich Ladegast baute die Mende-Orgel bis 1874 gründlich um.
Mit der Umgestaltung des Augusteums 1897 im Stil der Neorenaissance durch Arwed Roßbach erhielt auch die Kirche eine neue Schaufassade, diesmal im neogotischen Stil. Als Übergang der Kirche an ihrem Westgiebel zum neu erbauten Albertinum wurde ein campanileähnlicher Turm errichtet. Sämtliche Glasfenster der Kirche schufen Alexander Linnemann und sein Sohn Otto aus Frankfurt am Main.
Um 1900 erbaute die Firma Johannes Jahn, Dresden, eine kleine Orgel. Firma Eule, Bautzen, erweiterte sie später. Sie hat acht Register und diente als Schulorgel.
Das ungleiche, aber harmonische Gebäudeensemble von Paulinerkirche und Augusteum bestimmte von 1836 bis zu seiner Zerstörung die Westseite des Augustusplatzes.

### Nachkriegszeit

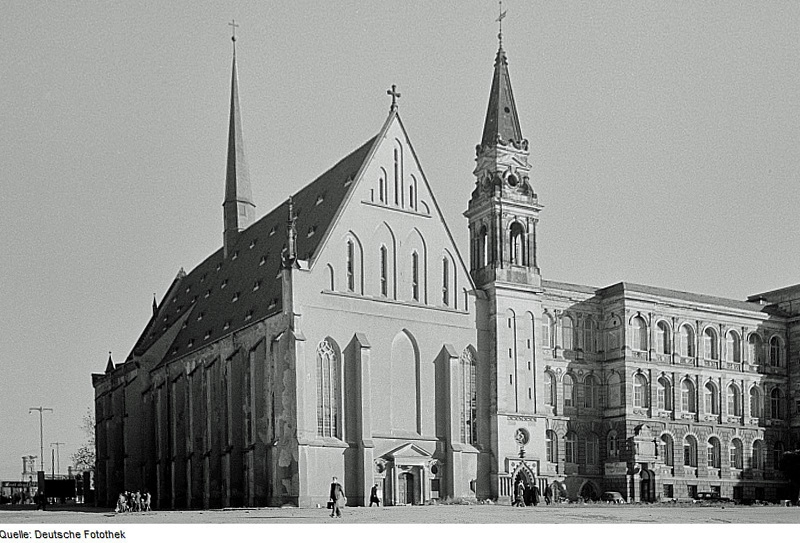
Ansicht von Westen, 1951

Die Paulinerkirche diente vom 5. Mai 1946 bis zur Sprengung 1968 auch der katholischen Propsteigemeinde, die ihre Alte Trinitatiskirche durch mehrere, ab dem 4. Dezember 1943 erfolgten Luftangriffe und die Sprengung der Ruine 1954 eingebüßt hatte, als Gotteshaus.
1948 baute die Firma Eule die Hauptorgel um und erweiterte sie auf 80 Register auf vier Manualen und Pedal.
Nachdem das durch den Bombenangriff vom 4. Dezember 1943 ausgebrannte Schiff der Johanniskirche 1949 abgerissen und die mutmaßlichen sterblichen Überreste von Johann Sebastian Bach sowie die von Christian Fürchtegott Gellert geborgen worden waren, war Gellert zunächst in die Paulinerkirche umgebettet und wegen der Sprengung derselben dann auf dem Südfriedhof beigesetzt worden.
Der Augustusplatz wurde am 1. August 1945 in „Karl-Marx-Platz“, die Universität 1953 in „Karl-Marx-Universität“ umbenannt. Laut einem Beschluss des SED-Politbüros vom 30. Juni 1959 sollte das 1943 stark beschädigte, jedoch wiederaufbaufähige alte Augusteum (errichtet 1831–1836) erhalten bleiben, die nördlich daneben stehende Universitätskirche auf Rollen nach Westen versetzt und zwischen ihrem Ostgiebel und dem Karl-Marx-Platz ein Neubau für die sich nun als sozialistisch verstehende Alma Mater errichtet werden. Auch die Leipziger Bezirksleitung der SED votierte zuerst für einen Erhalt des alten Gebäudeensembles, während die Universität seit dem Verlust von über 60 % ihrer Räumlichkeiten im Zweiten Weltkrieg mit allerlei Provisorien weiterarbeitete und deshalb einen großzügigen Neubaukomplex, allerdings nicht den Abriss der Universitätskirche, forderte.
Nachdem eine Versetzung der Universitätskirche als unrealisierbar erschienen war, war das von der Universität dringend benötigte Neubauprojekt gefährdet. Weitere Planungen der Stadtverwaltung zur Neugestaltung des Universitätskomplexes sahen deshalb nun den Abriss der historischen Gebäude zugunsten des Neubaues eines politisch-kulturellen Zentrums vor, das Leipzig als sozialistische Großstadt präsentieren sollte, vor. Druck auf den Rat der Stadt zur Beseitigung der Kirche kam zudem von der Staatsspitze, von Walter Ulbricht. Der gebürtige Leipziger sagte laut der Überlieferung nach seinem Besuch zur Einweihung der Leipziger Oper im Jahr 1960: „Das Ding muss weg! [...] Wenn ich aus der Oper komme, will ich keine Kirche sehen.“ Mit Beginn der 1960er Jahre war der Beschluss zu einer Aufgabe, sprich Abriss, des alten Universitätskomplexes gefasst. Bereits 1960 gab es ein Planspiel, die Unikirche zu beseitigen, indem der Propsteigemeinde unterbreitet wurde, an drei möglichen Standorten am Karl-Marx-Platz eine neue Trinitatiskirche bauen zu dürfen, wenn die von ihr ersatzweise genutzte Paulinerkirche abgerissen würde. Der Neubau der Universität verzögerte sich Jahr um Jahr. Erst im Januar 1968 gab es den entscheidenden Architektenwettbewerb. Der Neubaukomplex war ein Kompromissentwurf aus den Arbeiten eines Dresdner Büros und des Berliner Büros des DDR-Stararchitekten Hermann Henselmann.
Im Mai 1968 bestätigte das Politbüro des ZK der SED unter Vorsitz von Walter Ulbricht den Bebauungsplan des Leipziger Karl-Marx-Platzes einschließlich des Abrisses der Paulinerkirche. Der Senat der Universität stimmte am 16. Mai, die Leipziger Stadtverordnetenversammlung am 23. Mai der Umgestaltung zu. Die einzige Gegenstimme im Universitätssenat war die von Ernst-Heinz Amberg, die einzige Gegenstimme in der Stadtverordnetenversammlung war die von Hans-Georg Rausch, CDU-Mitglied, Pfarrer und IM des MfS. Zudem regte sich Widerstand, vor allem in der Theologischen Fakultät. Der damalige Theologiestudent Nikolaus Krause wurde in Folge sogar wegen „inneren Protestes“ gegen den Abriss zu 22 Monaten Haft verurteilt. Auch eine Gruppe von Studenten des Theologischen Seminars Leipzig protestierte am Tage der Sprengung und wurde zu Haftstrafen verurteilt.

Die Propsteigemeinde wurde am 18. Mai 1968 mündlich über den bevorstehenden Abriss informiert. Robert Köbler, seit 1949 Organist der Universitätskirche, setzte sich vergeblich für eine Rettung der großen Orgel ein. Den Mitarbeitern des Instituts für Denkmalpflege wurde der Zugang zur Kirche untersagt. Peter Findeisen, freier Mitarbeiter, war von dem Verbot nicht betroffen. Er erstellte in kürzester Zeit ein Inventar, um die Rettung der Innenausstattung zu organisieren. Innerhalb einer Woche vor der Sprengung gelang es ihm und einer Gruppe Steinmetzen, einen großen Teil der Innenausstattung der Kirche abzubauen und zu retten. Achtzig Ausstattungsstücke, darunter mehrere Epitaphien, Grabplatten aus dem 15. Jahrhundert, Holzstatuen aus dem 14. Jahrhundert, ein Kruzifix und 18 liturgische Gerätschaften blieben erhalten. Der Flügelaltar wurde in der Thomaskirche aufgestellt.

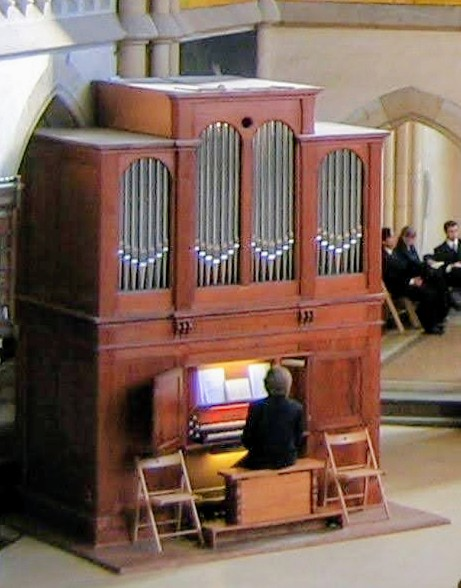
Die 1968 gerettete Jahn-/Eule-Orgel, seit 1995 in der Peterskirche.

Am Himmelfahrtstag, dem 23. Mai 1968, fand abends in der überfüllten Universitätskirche die letzte Messe statt. Danach sperrte die Polizei das Gebäude. Am 25. Mai durften der Küster und der spätere Organist und Chorleiter der Propsteigemeinde, Kurt Grahl, noch einmal hinein, um Noten und Liturgiegegenstände zu bergen. Grahl spielte, während der Sprengtrupp die Löcher für die Sprengladungen bohrte, auf der Hauptorgel, bis er aus der Kirche vertrieben wurde. Diese Orgel mit dem Prospekt von Mende konnte nicht mehr ausgebaut werden und fiel der Sprengung zum Opfer. Die Bodenplatten der Kirche wurden in den Mainächten 1968 heimlich herausgerissen, die in einer dreistöckigen Gruft unter der Kirche vorhandenen etwa 800 Gräber geplündert.
Die Jahn-/Eule-Orgel konnte durch die Initiative von Winfried Schrammek vor der Vernichtung bewahrt werden. Mitarbeiter des Musikinstrumentenmuseums der Universität sowie der Firma Eule bauten sie in den letzten zwei Tagen vor der Sprengung eiligst ab, wobei sie unter diesem Zeitdruck allerdings unsachgemäß demontiert wurde. Sie stand fortan im Gemeindesaal der Peterskirche, bis dieser abgerissen wurde. Der Orgelbauer Gerd-Christian Bochmann, Kohren-Sahlis, restaurierte sie anschließend umfangreich. Seit 1995 ist sie eine Dauerleihgabe der Universität Leipzig an die Petersgemeinde und steht seit November jenes Jahres in der Peterskirche.
| Untermanual C–f3 |               |    |
| 1.               | Prinzipal     | 8′ |
| 2.               | Octave        | 4′ |
| 3.               | Scharf III–IV |    |

| Obermanual C–f3 |           |    |
| 4.              | Gedackt   | 8′ |
| 5.              | Flöte     | 4′ |
| 6.              | Rohrflöte | 2′ |

| Pedal C–d1 |          |     |
| 7.         | Subbaß   | 16′ |
| 8.         | Quintade | 04′ |

- Koppeln: Manual-Coppel, Pedal-Coppel

### Sprengung
Die Sprengung der Paulinerkirche erfolgte am Donnerstag, dem 30. Mai 1968 um 9:58 Uhr. Die Trümmer wurden in der Folge in die Etzoldsche Sandgrube in Leipzig-Probstheida verkippt. Vereinzelte Protestbekundungen führten zu mehreren Festnahmen und teils mehrjährigen Ermittlungen der Staatssicherheit.
Am 20. Juni 1968 entrollte sich als Protest gegen die Sprengung in der Kongreßhalle Leipzig vor dem Publikum des III. Internationalen Bachwettbewerbs automatisch ein großes gelbes Plakat mit einer Umrisszeichnung der Kirche, der Jahreszahl 1968 mit einem Kreuz dahinter und der Aufschrift „Wir fordern Wiederaufbau“. Daran beteiligt waren die fünf jungen Physiker Harald Fritzsch, Dietrich Koch, Eckhard Koch, Rudolf Treumann und Stefan Welzk. Der Potsdamer Treumann malte das Transparent. Dieser Plakatprotest erreichte als einziger internationale Aufmerksamkeit. Die Ermittlungen der Staatssicherheit dauerten bis in die 1970er Jahre, wovon die Bevölkerung nichts mehr mitbekam. Erst nach der Wende wurde das Schicksal von Dietrich Koch bekannt, der aufgrund einer Denunziation verhaftet worden war. Er war der einzige am Plakatprotest Beteiligte, der deswegen verurteilt wurde.

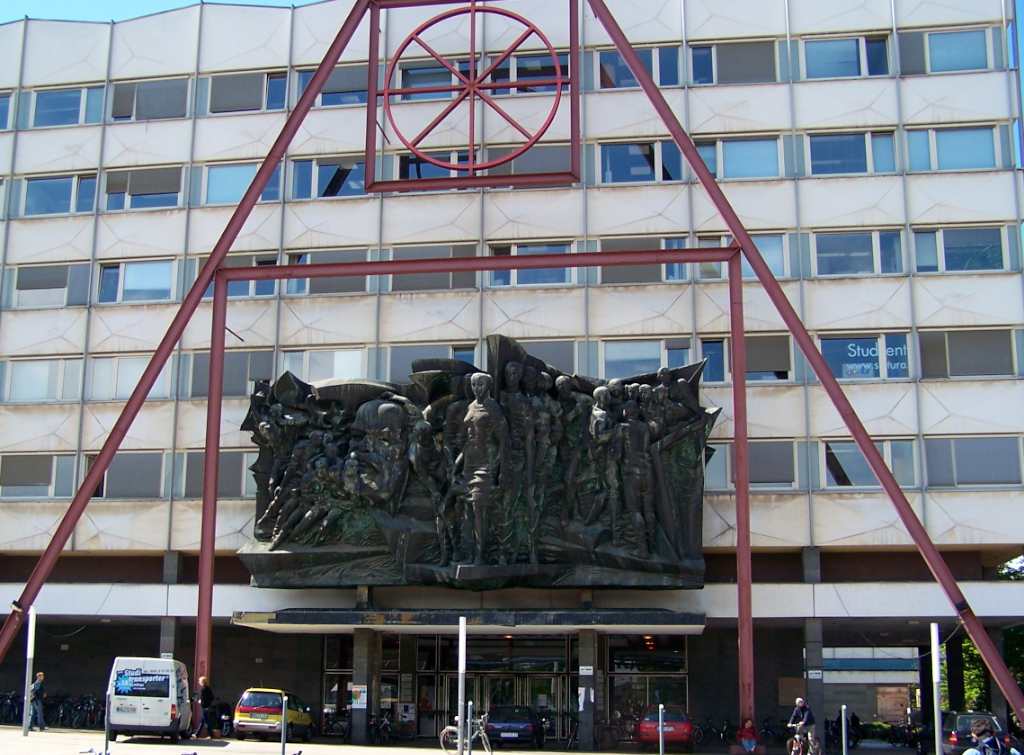
„Installation Paulinerkirche“ vor dem 2007 abgerissenen alten Universitätsgebäude

Dort, wo sich die Giebelwand der Paulinerkirche befand, erhielt der bis 1974 realisierte Neubau der Universität ein Bronzerelief mit dem Titel Aufbruch, das der Kopf von Karl Marx, des neuen Namenspatrons der Universität, dominierte.
Zur Erinnerung an die Zerstörung der Paulinerkirche brachte der Künstler Axel Guhlmann 1998 an der Wand des Universitäts-Hauptgebäudes die „Installation Paulinerkirche“ an, eine 34 Meter hohe Stahlkonstruktion, welche den Kirchengiebel in Originalgröße nachzeichnet.

## Neubau
Nach Diskussionen um die Neugestaltung des Universitätsgeländes zum Ende der 1990er Jahre und umstrittenen Planungen begann 2007 nach Plänen von Erick van Egeraat der Neubau des Universitätskomplexes, der auch ein kirchenähnliches Gebäude enthält, das Paulinum – Aula und Universitätskirche. Es wurde nach langen Bauverzögerungen am ersten Dezemberwochenende 2017 eingeweiht.

## Verschiedenes
- Elisabeth Hütter wurde die wissenschaftlich übliche Veröffentlichung ihrer Dissertation von 1961 zur Paulinerkirche verwehrt. Das legt den Schluss nahe, dass offenbar schon zu diesem Zeitpunkt die von der SED gewollte Sprengung dieser Kirche, die 1968 erfolgte, geplant wurde. Die Veröffentlichung wurde erst 1993 möglich.
- Das letzte Stück, das Kurt Grahl 1968 während der Vorbereitung der Sprengung in der Unikirche spielte, war Bachs Toccata C-Dur BWV 564. Er markierte damals die Stelle, an der er das Spiel abbrechen musste, in den Noten. Der Universitätsorganist Daniel Beilschmidt begann das Orgelkonzert zur Einweihung der neuen Paulinerkirche 2017 mit BWV 564 genau an der Stelle, an der Grahl 1968 zu spielen aufhörte.[31]

## Trivia
Erich Loest ging in seinem 1984 im Verlag Hoffmann und Campe, Hamburg, erschienenen Roman Völkerschlachtdenkmal näher auf die Sprengungsgeschichte ein. Der Tatort Falsches Leben von 2009 spielt vor dem Hintergrund der Sprengung der Paulinerkirche und deren Folgen. Auch der Rohbau des Wiederaufbaus ist mehrfach im Bild zu sehen. Der Autor Birk Engmann widmete dem Thema eine Kurzgeschichte (Staub) in seinem Erzählband In den Wellen, Passage-Verlag, Leipzig 2022.